# Nordmakedoniens håndboldforbund
Nordmakedoniens håndboldforbund (makedonsk: Ракометна федерација на Македонија) er det nordmakedonske håndboldforbund. Forbundets hovedkvarter ligger i landets hovedstad Skopje. Forbundet er medlem af det europæiske håndboldforbund, European Handball Federation (EHF) og det internationale håndboldforbund, International Handball Federation (IHF). Forbundet har ansvaret for herrelandsholdet og damelandsholdet, samt ungdomslandsholdene, ligaerne og andre nationale, kommunale turneringer.